# Сергеєв Костянтин Максимович
Костянтин Максимович Сергеєв (14 травня 1893, село Кузнецово Корчевського повіту Тверської губернії, тепер у складі міста Конаково Тверської області, Російська Федерація — розстріляний 28 серпня 1938, Московська область, Російська Федерація) — радянський партійний діяч, 1-й секретар Орджонікідзевського (Ставропольського) крайкому ВКП(б). Депутат Верховної Ради СРСР 1-го скликання (1937—1938).

## Біографія
Народився 2 (14) травня 1893 року в селищі фабрики товариства порцеляно-фаянсового виробництва Кузнецова Корчевського повіту Тверської губернії в родині бухгалтера. У 1904 році закінчив три класи церковноприходської школи при фабриці Кузнецова, а у 1912 році — Тверське реальне училище.
У листопаді 1915 — березні 1917 року — рахівник автомобільного заводу в Москві. У 1916 році закінчив чотири курси Московського комерційного інституту.
У квітні 1917 — січні 1918 року — рахівник робітничого кооперативу «Свобода» Всеросійського земського союзу на фабриці товариства порцеляно-фаянсового виробництва Кузнецова Корчевського повіту Тверської губернії.
Член РСДРП(б) з квітня 1917 року.
З квітня 1917 року — голова Кузнецовського комітету РСДРП(б) Тверської губернії. У жовтні 1917 року був головою Кузнецовського військово-революційного комітету. Був заступником голови Корчевського військово-революційного комітету Тверської губернії, членом Селіховського волосного земельного комітету.
У лютому — квітні 1918 року — товариш (заступник) голови виконавчого комітету Корчевської повітової ради, голова Корчевського повітового земельного комітету Тверської губернії.
У квітні 1918 року — голова Тверської міської ревізійної комісії, комісар Тверського міського статистичного бюро.
У квітні — листопаді 1918 року — заступник голови Тверської губернської ради народного господарства.
У листопаді 1918 — січні 1919 року — секретар президії виконавчого комітету Тверської губернської ради.
18 лютого — 16 травня 1919 року — голова виконавчого комітету Тверської губернської ради. У травні — серпні 1919 року — на лікуванні у місті Твері.
У серпні — жовтні 1919 року — заступник керуючого Тверського губернського державного контролю. У листопаді — грудні 1919 року — завідувач позашкільного відділу Тверського губернського відділу народної освіти.
У грудні 1919 — лютому 1920 року — голова виконавчого комітету Корчевської повітової ради Тверської губернії. У січні — березні 1920 року — на лікуванні.
У березні — червні 1920 року — завідувач кооперативного відділу Тверського губернського продовольчого комітету. У червні — грудні 1920 року — завідувач контрольного, організаційно-інструкторського відділів, заступник голови правління Тверської губернської Спілки робітничо-селянських кооперативних споживчих товариств. У січні — вересні 1921 року — голова правління Тверського міського споживчого товариства.
У вересні 1921 — квітні 1922 року — відповідальний секретар Бежецького повітового комітету РКП(б) Тверської губернії.
У квітні 1922 — квітні 1923 року — завідувач організаційного відділу, заступник секретаря Тверського губернського комітету РКП(б).
У травні — серпні 1923 року — завідувач адміністративно-господарського відділу, член правління Тверського бавовняного тресту в місті Москві.
У серпні 1923 — січні 1925 року — помічник завідувача організаційно-розподільного відділу ЦК РКП(б).
У січні 1925 — червні 1928 року — помічник генерального секретаря ЦК РКП(б)—ВКП(б) Йосипа Віссаріоновича Сталіна.
У червні 1928 — січні 1930 року — відповідальний секретар Сизранського окружного комітету ВКП(б) Середньо-Волзької області (краю). У січні — лютому 1930 року — інструктор Середньо-Волзького крайового комітету ВКП(б).
У березні — липні 1930 року — завідувач секретаріату редакції газети «Правда». З серпня по вересень 1930 року хворів.
У вересні 1930 — грудні 1931 року — слухач курсів марксизму-ленінізму при ЦВК СРСР.
У січні 1932 — червні 1933 року — заступник завідувача відділу культури і пропаганди ЦК ВКП(б).
У червні 1933 — березні 1934 року — начальник Політичного сектора машинно-тракторних станцій Західно-Сибірського краю.
У березні 1934 — квітні 1937 року — 2-й секретар Західно-Сибірського крайового комітету ВКП(б).
28 квітня — червень 1937 року — в.о. 1-го секретаря Орджонікідзевського крайового комітету ВКП(б). У червні 1937 — 4 травня 1938 року — 1-й секретар Орджонікідзевського крайового комітету ВКП(б) та 1-й секретар Ворошиловського міського комітету ВКП(б) Орджонікідзевського краю. З 11 червня 1937 року входив до складу особливої трійки НКВС СРСР по Орджонікідзевському краї.
9 травня 1938 року заарештований органами НКВС. Обвинувачувався за статтями 58-8, 58-11 Кримінального кодексу РРФСР. Засуджений до страти 28 серпня 1938 року. Розстріляний у той же день, похований на полігоні «Комунарка».
Реабілітований 28 березня 1956 року за відсутністю складу злочину.